# This Is What It Feels Like
«This Is What It Feels Like» —en español: «Esto es lo que se siente»— es una canción realizada por el DJ y productor holandés Armin van Buuren con la colaboración del cantante canadiense Trevor Guthrie. Fue lanzado el 29 de abril de 2013 por el sello Armada Music, como el segundo sencillo de su quinto álbum de estudio Intense. Es uno de los lanzamientos más exitosos a nivel comercial de la carrera de Armin, alcanzando la tercera ubicación en la lista de los Países Bajos y número 6 en el Reino Unido y Canadá. Además recibió el disco de platino en Australia y Canadá. En 2014, la canción fue nominada para un Premio Grammy por la mejor grabación dance.

## Video musical
Fue dirigido por Svenno Koemans y rodado en el desierto de Nevada entre Los Ángeles y Las Vegas. En él, muestra a Armin con Trevor Guthrie en una carrera de autos a gran velocidad por la carretera. En eso hacen un alto para dirigirse a una cantina donde lo atiende Ron Jeremy interpretando a un malhumorado dueño del restorán. Ambos al realizar varios inconvenientes en el mismo, Ron los despide de mala manera. Luego Armin se va en el auto con la muchacha que estaba con Ron en el bar, interpretada por la modelo Autumn Faherty. Las escenas siguientes siguen mostrando a ambos en una carrera por el desierto y como se salvan de ser embestidos por un tren. Al finalizar la muchacha que estaba con Armin vuelve al camión que conduce Ron y ven a lo lejos como se acerca una mujer rubia interpretada por Megan Drust.

## Lista de canciones
| Sencillo en CD |                                                  |          |  |
| N.º            | Título                                           | Duración |  |
| 1.             | «This Is What It Feels Like» (Radio Edit)        | 3:24     |  |
| 2.             | «This Is What It Feels Like» (Extended Mix)      | 5:16     |  |
| 3.             | «This Is What It Feels Like» (W&W Remix)         | 6:16     |  |
| 4.             | «Waiting For The Night (con Fiora)» (Radio Edit) | 3:04     |  |

| Descarga digital (Remixes) |                                                              |          |  |
| N.º                        | Título                                                       | Duración |  |
| 1.                         | «This Is What It Feels Like» (Extended Mix)                  | 5:16     |  |
| 2.                         | «This Is What It Feels Like» (W&W Remix)                     | 6:16     |  |
| 3.                         | «This Is What It Feels Like» (David Guetta Remix)            | 5:26     |  |
| 4.                         | «This Is What It Feels Like» (Antillas & Dankann Remix)      | 5:44     |  |
| 5.                         | «This Is What It Feels Like» (Antillas & Dankann Radio Edit) | 3:34     |  |
| 6.                         | «This Is What It Feels Like» (Giuseppe Ottaviani Remix)      | 6:38     |  |
| 7.                         | «This Is What It Feels Like» (Giuseppe Ottaviani Radio Edit) | 3:55     |  |
| 8.                         | «This Is What It Feels Like» (Audien Remix)                  | 4:37     |  |
| 9.                         | «This Is What It Feels Like» (Audien Radio Edit)             | 3:37     |  |

## Posicionamiento en listas y certificaciones
| Lista (2013)                          | Mejor posición |
| ------------------------------------- | -------------- |
| Alemania (Media Control AG)           | 42             |
| Australia (ARIA)                      | 13             |
| Austria (Ö3 Austria Top 40)           | 7              |
| Bélgica (Flandes) (Ultratop 50)       | 8              |
| Bélgica (Valonia) (Ultratop 50)       | 17             |
| Canadá (Hot 100)                      | 6              |
| Escocia (The Official Charts Company) | 2              |
| Eslovaquia (Rádio Top 100)            | 3              |
| Estados Unidos (Billboard Hot 100)    | 96             |
| Estados Unidos (Hot Dance Club Songs) | 35             |
| Estados Unidos (Hot Dance Airplay)    | 4              |
| Estados Unidos (Pop Songs)            | 35             |
| Francia (SNEP)                        | 170            |
| Hungría (Rádiós Top 40)               | 9              |
| Irlanda (IRMA)                        | 32             |
| Israel (Media Forest)                 | 8              |
| Italia (FIMI)                         | 29             |
| México (Billboard Inglés Airplay)     | 31             |
| Países Bajos (Dutch Top 40)           | 3              |
| Reino Unido (UK Singles Chart)        | 6              |
| Reino Unido (UK Dance Chart)          | 4              |
| República Checa (Rádio Top 100)       | 11             |
| Suecia (Sverigetopplistan)            | 31             |
| Suiza (Schweizer Hitparade)           | 18             |

| País      | Organismo certificador | Certificación | Ventas | Ref.   |
| --------- | ---------------------- | ------------- | ------ | ------ |
| Australia | ARIA                   | Platino       | 70 000 | [ 30 ] |
| Canadá    | Music Canada           | Platino       | 80 000 | [ 31 ] |
| Italia    | FIMI                   | Oro           | 15 000 | [ 32 ] |